# Nothing Can Come Between Us
Singles de Sade
Paradise
(1988) Turn My Back on You
(1988)
Clip vidéo
[vidéo] « Nothing Can Come Between Us », sur YouTube
Nothing Can Come Between Us est une chanson du groupe britannique Sade, extraite de leur troisième album studio Stronger Than Pride de 1988, chez Epic Records. Elle est sortie le 5 novembre 1988 en tant que troisième single de l'album. La chanson est écrite par Sade Adu, Andrew Hale et Stuart Matthewman.

## Réception
Le magazine paneuropéen Music & Media a décrit Nothing Can Come Between Us comme « un autre morceau sombre et axé sur la percussion dans une production veloutée. Juste typique de Sade ». Frank Guan de Vulture note : « Des mots plus vrais n'ont jamais été chantés que "Au milieu de la folie, persistez" (« In the middle of the madness, hold on »). La meilleure impression de guitare funk de Stuart Matthewman ajoute juste ce qu'il faut de piquant au duo ».

## Liste des titres
| A. | Nothing Can Come Between Us | 3:55 |
| B. | Make Some Room              | 3:24 |

| A1. | The Sweetest Taboo (Extended Version) | 4:21 |
| B1. | Make Some Room (Extended Version)     | 5:00 |

| A1. | The Sweetest Taboo                | 4:21 |
| B1. | Make Some Room (Extended Version) | 5:00 |
| B2. | You're Not the Man                | 5:09 |

## Crédits
Sade
- Sade Adu : chant
- Andrew Hale : synthétiseur
- Paul Denman (en) : basse
- Stuart Matthewman : guitare, saxophone

Musiciens additionnels
- Leroy Osbourne : chant
- Martin Ditcham (en) : batterie, percussion

## Classements
| Classement (1988)                        | Meilleure position |
| ---------------------------------------- | ------------------ |
| Canada (Top Singles)                     | 40                 |
| États-Unis (Adult Contemporary)          | 21                 |
| États-Unis (Hot Black Singles)           | 3                  |
| États-Unis (Cash Box Black Contemporary) | 2                  |
| Pays-Bas (Single Top 100)                | 89                 |
| Royaume-Uni (UK Singles Chart)           | 92                 |

| Classement (1988)              | Position |
| ------------------------------ | -------- |
| États-Unis (Hot Black Singles) | 90       |